# I Hate My Band
Albums de Uncommonmenfrommars
Functional Dysfunctionality
I Hate My Band est le cinquième album studio du groupe de skate punk mélodique français Uncommonmenfrommars. Sorti en octobre 2010, il a été enregistré en France (à Décines, près de Lyon), ce qui n'était plus arrivé depuis le mini-CD Welcome To... (2000).

## line-up
Trint Eastwood : chant et guitares
Shit Ed : chant et guitares
Big Jim : chant et basse
Daff Lepard : batterie

### liste des chansons de l'album
1. Hit List - 3:10
2. Warm Crew - 1:56
3. It's A Small Price To Pay - 3:40
4. I Hate My Band - 1:03
5. Movin' On" - 2:14
6. My Girlfriend Ate The Dog (I Think She's A Zombie) - 2:42
7. Shit Day - 2:21
8. Imaginary Feelings - 3:31
9. The Story Never Ends - 2:16
10. Dancin' On The Laundry Machines - 2:53
11. World Entertainment - 3:02